# Säbygården
Säbygården är ett museum på Tjörn. Sedan början av 1800-talet (första belägg 1808) har huset tjänstgjort som mangårdsbyggnad på Säby nordgård. Sedan den siste ägaren flyttat ut 1976 renoverades byggnaden varsamt, för att den skulle ha kvar sin ursprungliga utformning. Gården har sedan dess fungerat som en plats för kulturella verksamheter som mindre utställningar, studiecirklar och föreningsmöten. Inredningen representerar olika epoker från sekelskiftet 1800 och hundra år framåt.
Säbygården ägs av Tjörns kommun och förvaltas av Stiftelsen Säbygården. 